# Župnija Ig
Župnija Ig je rimskokatoliška teritorialna župnija dekanije Ljubljana - Vič/Rakovnik nadškofije Ljubljana.
Župnijska cerkev je cerkev sv. Martina.
V župniji Ig so postavljene farne spominske plošče, na katerih so imena vaščanov iz okoliških vasi, ki so padli na protikomunistični strani v letih 1942-1945. Skupno je na ploščah 111 imen.

## Zgodovina
Župnija je bila ustanovljena leta 1461.